# イソバニリン
イソバニリン（英語: isovanillin）は、フェノールアルデヒドの1つで、バニリンの異性体である。アルデヒドオキシダーゼを選択的に阻害する。

## 構造・化学的性質
イソバニリンはベンズアルデヒドの誘導体の1種であり、ベンズアルデヒドが持つベンゼン環の3位の炭素に結合した水素が水酸基に置換され、4位の炭素に結合した水素がメトキシ基に置換された構造をしている。したがって、イソバニリンの持つ水酸基は、フェノール性の水酸基である。

## 生理活性・動態
イソバニリンは、アルデヒドオキシダーゼに対して、選択的な阻害剤として作用する。なお、イソバニリンはアルデヒドデヒドロゲナーゼによって酸化され、イソバニリン酸へと代謝される。

## 用途
イソバニリンは、モルヒネの全合成において前駆体として用いられた。